# DDR-Meisterschaften im Fechten 1981
Die DDR-Meisterschaften im Fechten wurden 1981 zum 30. Mal ausgetragen und fanden vom 20. bis 21. Juni in der Leipziger Ernst-Grube-Halle der DHfK statt. Die Mannschaftstitel wurden in mehreren Runden ermittelt und fanden im Mai ihren Abschluss.

## Medaillengewinner

### Einzelmeisterschaften
| Disziplin | Gold                                       | Silber                                | Bronze                                   |
| Männer    | Männer                                     | Männer                                | Männer                                   |
| --------- | ------------------------------------------ | ------------------------------------- | ---------------------------------------- |
| Florett   | Thomas Heidenescher (ASK Vorwärts Potsdam) | Adrian Germanus (SC Motor Jena)       | Klaus Kotzmann (ASK Vorwärts Potsdam)    |
| Degen     | Frank Bader (ASK Vorwärts Potsdam)         | Thomas Wille (SC Einheit Dresden)     | Karsten Hustig (SC Einheit Dresden)      |
| Säbel     | Rüdiger Müller (ASK Vorwärts Potsdam)      | Hendrik Jung (SC Leipzig)             | Frank-Eberhard Höltje (SC Dynamo Berlin) |
| Frauen    |                                            |                                       |                                          |
| Florett   | Elke Gerstenberger (ASK Vorwärts Potsdam)  | Marion Schulze (ASK Vorwärts Potsdam) | Petra Faber (ASK Vorwärts Potsdam)       |

### Mannschaftsmeisterschaften
| Disziplin | Gold                 | Silber               | Bronze               |
| Männer    | Männer               | Männer               | Männer               |
| --------- | -------------------- | -------------------- | -------------------- |
| Florett   | SC Dynamo Berlin     | SC Motor Jena        | ASK Vorwärts Potsdam |
| Degen     | ASK Vorwärts Potsdam | SC Dynamo Berlin     | SC Einheit Dresden   |
| Säbel     | SC Dynamo Berlin     | ASK Vorwärts Potsdam | SC Leipzig           |
| Frauen    |                      |                      |                      |
| Florett   | ASK Vorwärts Potsdam | SC Dynamo Berlin     | SC Leipzig           |

## Medaillenspiegel
| Platz | Verein                        | Verein               | Gold | Silber | Bronze | Total |
| ----- | ----------------------------- | -------------------- | ---- | ------ | ------ | ----- |
| 1     | Logo vom ASK Vorwärts Potsdam | ASK Vorwärts Potsdam | 6    | 2      | 3      | 11    |
| 2     | Logo vom SC Dynamo Berlin     | SC Dynamo Berlin     | 2    | 2      | 1      | 05    |
| 3     | Logo vom SC Motor Jena        | SC Motor Jena        | –    | 2      | –      | 02    |
| 4     | Logo vom SC Einheit Dresden   | SC Einheit Dresden   | –    | 1      | 2      | 03    |
| 4     | Logo vom SC Leipzig           | SC Leipzig           | –    | 1      | 2      | 03    |
|       | Total                         | Total                | 8    | 8      | 8      | 24    |